# История индустрии компьютерных игр в Финляндии
История индустрии компьютерных игр в Финляндии началась в 1982 году в связи с распространением японской игры Pac-Man. В отрасли наиболее успешными компаниями стали Supercell, Rovio, Remedy Entertainment, Bugbear Entertainment, Frozenbyte и Housemarque, которые в разное время выпускали такие игры как Max Payne, Rally Trophy и Angry Birds.

## 1980-е года
В 1982 году финская компания Raha-automaattiyhdistys (RAY) начала установку на территории Финляндии игровых автоматов с Mörkö (англ. Boogeyman — клон Pac-Man), Gorilla (Donkey Kong) и Galaksi (вероятно Galaxian).